# جهاز الاستقبال الموحد من لوجيتك

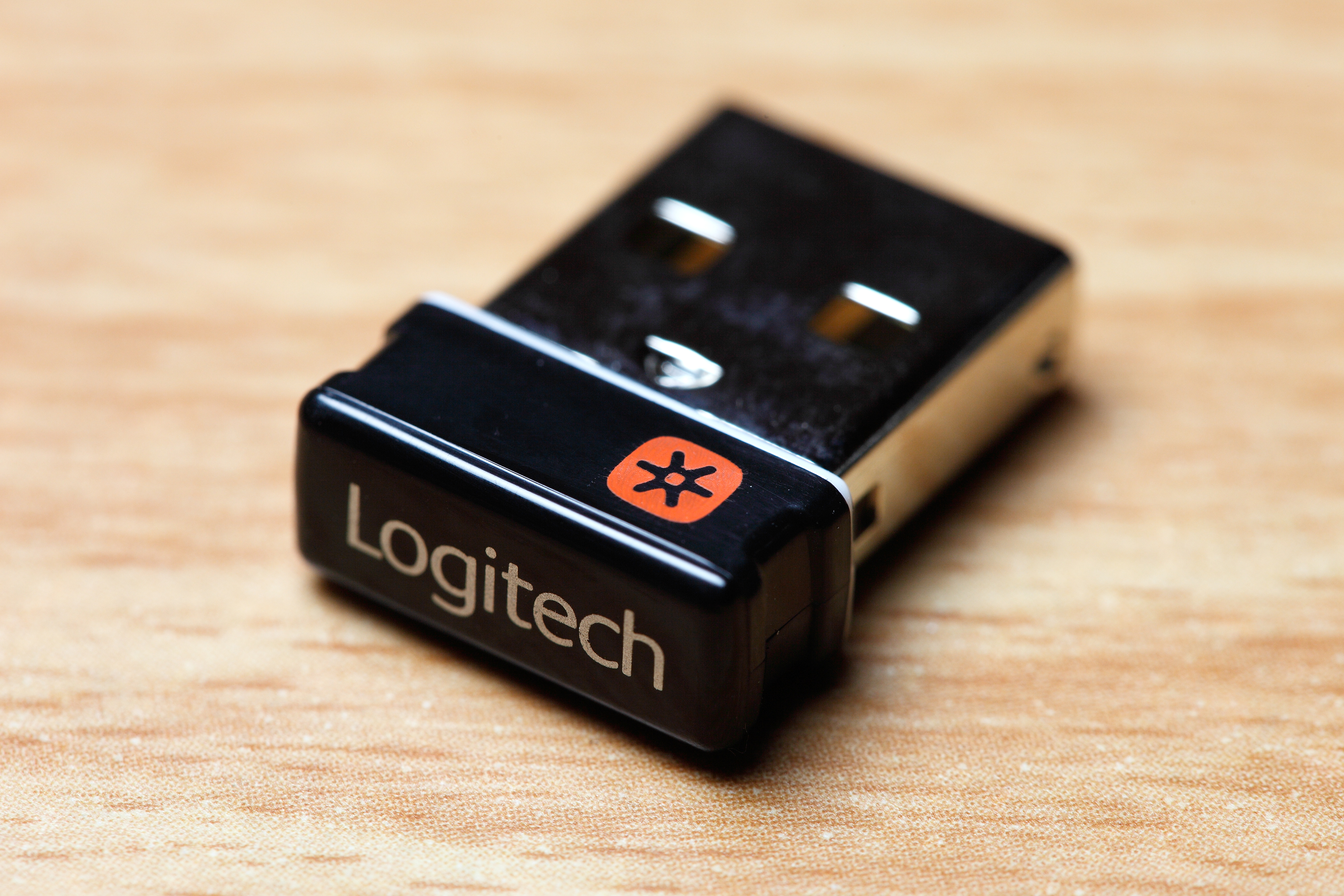
جهاز الاستقبال Logitech Unifying (الأقدم)

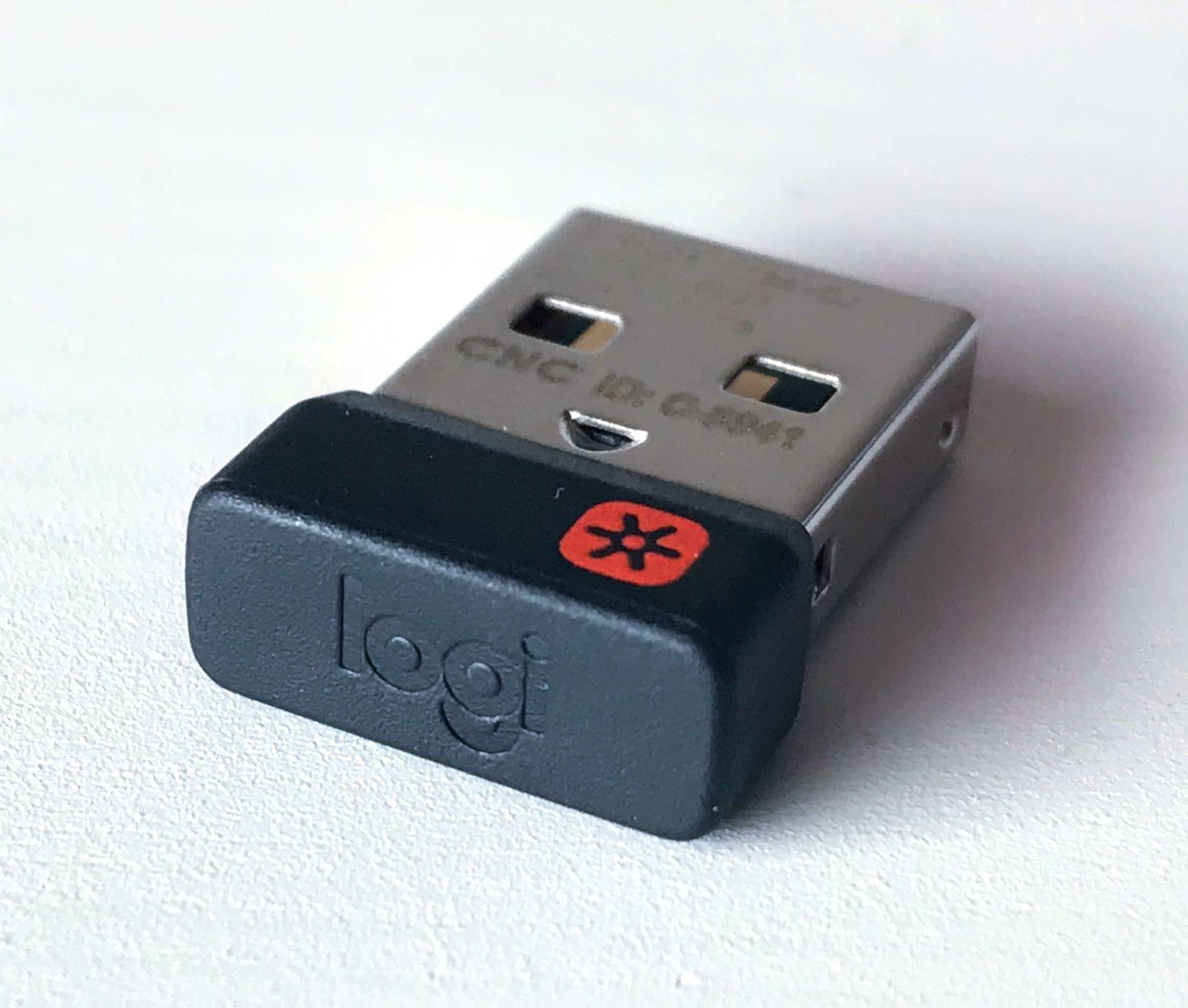
جهاز الاستقبال Logitech Unifying (أحدث)

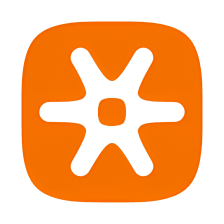
شعار موحد

جهاز الاستقبال الموحد من Logitech هو جهاز استقبال لاسلكي صغير مخصص عبر USB ، يعتمد على عائلة nRF24L من أجهزة RF،  والذي يسمح بربط ما يصل إلى ستة أجهزة واجهة بشرية متوافقة من Logitech (مثل الفئران وكرات التتبع ولوحات اللمس ولوحات المفاتيح؛ سماعات الرأس غير متوافقة) بنفس الكمبيوتر باستخدام اتصالات لاسلكية بنطاق 2.4 جيجاهرتز .عادةً ما تكون أجهزة الاستقبال المرفقة مع منتجات Logitech مُقرنة بالجهاز في المصنع. عند شراء جهاز استقبال بديل أو الرغبة في توصيل عدة أجهزة بجهاز استقبال واحد، يلزم استخدام برنامج Logitech Unifying المجاني، والمتوفر لنظامي التشغيل مايكروسفت ويندوز و macOS. أما في نظام لينكس، فيمكن استخدام برنامج Solaar لضبط الإعدادات. وعلى الرغم من عدم توافقها مع تقنية البلوتوث، فإن الأجهزة تقترن بأجهزة الاستقبال الموحدة بطريقة مشابهة. تحتفظ الأجهزة الطرفية بحالة الاقتران الخاصة بها، ويمكن استخدامها لاحقًا على أنظمة التشغيل التي لا تدعم البرنامج. يمكن التعرف على أجهزة استقبال Logitech المتوافقة مع بروتوكول Unifying من خلال شعار Unifying البرتقالي المميز، والذي يفرقها عن أجهزة استقبال Logitech Nano ذات الشكل المشابه، والتي تقترن بشكل مماثل ولكن بجهاز واحد فقط، ولا تستخدم بروتوكول Unifying.
غالبًا ما تُضمّن أجهزة الاستقبال الموحدة من Logitech (LURs) مع مجموعات لوحات المفاتيح والفئران اللاسلكية من Logitech، كما يمكن شراؤها بشكل منفصل. وتتيح بعض الأجهزة الطرفية من Logitech إمكانية تخزين جهاز الاستقبال بداخلها. 
في عام 2021، أصدرت Logitech جهاز استقبال أحدث يُطلق عليه اسم "Logitech Bolt"، والذي يوفر زمن انتقال أقل ولكنه غير متوافق مع المنتجات التي تستخدم تقنية Unifying.

## التوافق والاستخدام
يمكن لكل جهاز محيطي الاقتران بجهاز استقبال واحد لكل ملف تعريف. على الرغم من أن معظم الأجهزة الطرفية تخزن ملف تعريف واحد فقط، فإن المنتجات الأحدث مثل Logitech MX Master، وسلسلة MX Anywhere، وM720 Triathlon تسمح بتخزين ملفات تعريف متعددة. يمكن توصيل هذه الأجهزة بأجهزة استقبال متعددة في نفس الوقت. يتيح هذا استخدام أجهزة الاستقبال في العديد من أجهزة الكمبيوتر، على سبيل المثال، جهاز كمبيوتر سطح المكتب وجهاز كمبيوتر محمول ، وتحديد الكمبيوتر الذي سيتم استخدامه عن طريق تغيير ملفات التعريف على الماوس. يتم تعزيز وظيفة تعدد أجهزة الكمبيوتر هذه من خلال Logitech Flow (حل KVM البرمجي) المشابه لـ Synergy . بالنسبة للأجهزة التي لا تدعم ميزة تعدد أجهزة الكمبيوتر، يمكن نقل جهاز الاستقبال وأجهزة الإدخال معًا كوحدة واحدة من جهاز كمبيوتر إلى آخر. تحتفظ هذه الأجهزة بحالة الاقتران الخاصة بها حتى بعد فصلها عن مصدر الطاقة، حيث تُحفظ معلومات الاقتران داخل جهاز استقبال USB الصغير . هذه الطريقة أبسط بكثير من عملية نقل الجهاز الطرفي من جهاز استقبال إلى آخر عن طريق تغيير الإعدادات في البرنامج، كما أنها تتجنب أيضًا مشكلة الحد الأقصى لعدد الاقترانات (45 مرة) الموجود في الأجهزة القديمة. بالإضافة إلى ذلك، تسمح هذه الطريقة باستخدام الأجهزة الطرفية على أجهزة الحوسبة التي لا تدعم برنامج التوحيد، مثل الأجهزة التي تدعم USB OTG وتعمل بأنظمة تشغيل مثل أندرويد : كل ما عليك فعله هو إجراء الاقتران الأولي بجهاز الاستقبال على جهاز كمبيوتر شخصي أو جهاز Mac.
بعض أجهزة التوحيد القديمة كانت تحد من عدد مرات تغيير الاقتران المسموح بها إلى 45 مرة كحد أقصى. وعند الوصول إلى عملية الاقتران رقم 45، يصبح من المستحيل توصيل هذا الجهاز بجهاز استقبال آخر. بالنسبة للمستخدمين الذين يكثرون من تبديل جهاز التوحيد بين أجهزة كمبيوتر شخصية أو محمولة متعددة ذات أجهزة استقبال منفصلة، قد يصبح هذا الحد مشكلة حقيقية. على سبيل المثال، المستخدم الذي ينتقل بين جهازي استقبال بشكل متكرر (مثل العمل والمنزل) سيستنفد بسرعة الحد الأقصى المتاح لمفاتيح الاقتران.  تنصح شركة Logitech العملاء الذين يواجهون هذه المشكلة بالتواصل مع خدمة العملاء الخاصة بهم. أما الأجهزة الأحدث، فتتيح تبديل عمليات الاقتران لعدد غير محدود من المرات.
تقدم شركة Logitech برنامج الاقتران الخاص بها لأنظمة التشغيل ويندوز و Mac OS X. أما بالنسبة لنظام لينكس، فقد بدأ دعم الأجهزة اللاسلكية التي تستخدم جهاز الاستقبال الموحد منذ الإصدار 3.2 من النواة.  ويتوفر أيضًا برنامج لإدارة الأجهزة الموحدة على لينكس تم تطويره من قبل جهات خارجية، مثل برنامج Solaar. .
قامت العديد من الشركات بتصنيع أجهزة طرفية تتصل عبر أجهزة استقبال لاسلكية USB تشبه إلى حد كبير تلك الخاصة بـ Logitech؛ ومع ذلك، فإن أجهزة Logitech غالبًا ما تكون غير متوافقة مع العديد من أجهزة الاستقبال "غير الأصلية" هذه [بحاجة لمصدر].
هناك عدة إصدارات مختلفة من أجهزة الاستقبال الموحدة. النوع الأكثر شيوعًا للاستخدام اليومي يحمل الرقم CU-0007 على الغلاف المعدني. أما جهاز CU-0008 فيوزع مع أجهزة الألعاب ويتميز بزمن استجابة أقل.

## حماية
تم في عامي 2016 و2019، تم الإبلاغ عن العديد من الثغرات الأمنية في نظام Logitech Unifying، وقد قامت الشركة بإصدار تصحيحات لمعالجتها.

### اختطاف الفأرة واختطاف المفاتيح
MouseJacking، وهي ثغرة أمنية تم الكشف عنها لأول مرة بواسطة شركة Bastille Networks, Inc. ، تتمثل في إرسال إشارات لاسلكية ضارة (حزم بيانات) إلى مستخدم غير منتبه عبر تقنية Logitech Unifying اللاسلكية. تستغل هذه الثغرة ضعفًا في جهاز الاستقبال Logitech Unifying Receiver الخاص بالمستخدم والإشارات اللاسلكية غير المشفرة التي يتم إرسالها ضمن نطاق يصل إلى حوالي 100 متر. تشمل الاستغلالات المحتملة لهذه الثغرة ما يلي:
- حقن ضغطات المفاتيح عن طريق انتحال إما الماوس أو لوحة المفاتيح المقترنة
- الاقتران القسري

#### الأجهزة والبرامج الثابتة المتأثرة
| جهاز                                                     | معرف USB              |
| -------------------------------------------------------- | --------------------- |
| توحيد المستقبل                                           | 046د:ج52ب             |
| توحيد المستقبل                                           | 046د:ج539             |
| ماوس الألعاب اللاسلكي لوجيتك G900                        | 046د:ج081             |
| لوحة مفاتيح لوجيتك اللاسلكية K360                        | 046د:4004             |
| لوحة مفاتيح لوجيتك اللاسلكية متعددة الأجهزة K370s        | 046د:4061             |
| لوحة مفاتيح لوجيتك اللاسلكية متعددة الأجهزة K375s        | 046د:4061             |
| لوحة مفاتيح لوجيتك اللاسلكية التي تعمل باللمس K400r      | 046د:400هـ، 046د:4024 |
| لوحة مفاتيح لوجيتك اللاسلكية التي تعمل باللمس K400 Plus  | 046د:404د             |
| لوحة مفاتيح لوجيتك اللاسلكية الشمسية K750                | 046د:4002             |
| لوحة مفاتيح لوجيتك اللاسلكية متعددة الأجهزة K780         | 046د:405ب             |
| لوحة مفاتيح لوجيتك المضيئة لغرفة المعيشة K830            | 046د:404ج، 046د:4032  |
| لوحة مفاتيح لاسلكية عالية الأداء من لوجيتك MK850         | 046د:4062             |
| ماوس لوجيتك اللاسلكي M335                                |                       |
| ماوس لوجيتك زون تاتش T400                                | 046د:4026             |
| ماوس لوجيتك اللاسلكي M545                                |                       |
| ماوس لوجيتك اللاسلكي M560                                |                       |
| ماوس لوجيتك تاتش M600                                    | 046د:401أ             |
| ماوس لوجيتك تاتش T620                                    | 046د:4027             |
| لوحة اللمس اللاسلكية القابلة لإعادة الشحن من لوجيتك T650 | 046د:4101             |

| إصدار البرنامج الثابت | نقاط الضعف                                     |
| --------------------- | ---------------------------------------------- |
| 012.001.00019         | متأثر بمشاكل أمن الباستيل #1، #2، #3           |
| 012.003.00025         | متأثر بمشاكل أمن الباستيل #1، #2، #3           |
| <012.005.00028        | متأثر بمشاكل أمن الباستيل #1، #2، #3، #11، #13 |
| 012.005.00028         | متأثر بمشاكل أمن الباستيل #11، #13             |
| 012.007.00029         | متأثر بمشكلة أمان الباستيل رقم 13              |

| إصدار البرنامج الثابت | نقاط الضعف                                              |
| --------------------- | ------------------------------------------------------- |
| <024.003.00027        | متأثر بمشكلة أمان الباستيل رقم 2، رقم 3، رقم 11، رقم 13 |
| 024.003.00027         | متأثر بمشكلة أمان الباستيل رقم 11، رقم 13               |
| 024.005.00029         | متأثر بمشكلة أمان الباستيل رقم 13                       |

#### البرامج الثابتة غير متأثرة
| إصدار البرنامج الثابت | ملحوظات                                          |
| --------------------- | ------------------------------------------------ |
| 012.008.00030         |                                                  |
| 012.009.00030         | مطابق لـ 012.008.00030 ولكن تم توقيعه بواسطة DFU |

| إصدار البرنامج الثابت | ملحوظات                                          |
| --------------------- | ------------------------------------------------ |
| 024.006.00030         |                                                  |
| 024.007.00030         | مطابق لـ 024.006.00030 ولكن تم توقيعه بواسطة DFU |

#### إجابة
بعد الإبلاغ عن اكتشاف ثغرات أمنية جديدة، قامت شركة Logitech بإصدار تحديثات للبرامج الثابتة الخاصة بجهاز الاستقبال الموحد.  
يمكن لمستخدمي نظام Linux الاستعانة بأداة fwupd لتثبيت أحدث إصدارات البرامج الثابتة. تقوم هذه الأداة تلقائيًا بالبحث عن التحديثات المتاحة لأي أجهزة استقبال موحدة متصلة، بالإضافة إلى العديد من الأجهزة الأخرى التي تدعم تحديث برامجها الثابتة. أما البديل الأقدم لهذه الأداة فهو MouseJack.
يمكن أيضًا إجراء التثبيت على نظام Linux/UNIX باستخدام برنامج Hypervisor مثل VirtualBox، بالإضافة إلى توفير صورة ضيف افتراضية لنظام Windows وملف Logitech التنفيذي الخاص بنظام Windows. عند استخدام نظام Windows كضيف افتراضي، يُنصح بتوفر جهاز توجيه ثانٍ أثناء عملية تحديث المحول. قد يكون من الضروري أيضًا وجود جهاز تأشير ثانٍ لتمكين المستخدم من تحديد وتفعيل تمرير جهاز الاستقبال الموحد عبر شريط مهام المشرف الافتراضي بعد تشغيل أداة تحديث البرنامج الثابت، وذلك حتى يتم العثور على الجهاز وتحديثه بنجاح.
قد يؤدي تحديث البرنامج الثابت لجهاز الاستقبال الموحد إلى الإصدار RQR12.08 أو أحدث والإصدار RQR24.06 أو أحدث إلى تقييد بعض وظائف بعض الأجهزة المقترنة، ما لم يتم تحديث البرنامج الثابت لتلك الأجهزة أيضًا.
.

### نقاط ضعف أخرى
في 9 يوليو 2019، كشف باحث آخر عن مجموعة جديدة من الثغرات الأمنية وقام بتوثيقها.  وفي 28 أغسطس 2019، صدر تحديث للبرنامج الثابت لأجهزة الاستقبال الموحدة لمعالجة ثغرة "استخراج مفتاح التشفير عبر USB" (المعروفة بـ CVE-2019-13054/55). وفي عام 2019 أيضًا، أفاد بعض المستخدمين بأن بعض أجهزة Unifying التي لا تزال تُباع كانت لا تزال عرضة لهجوم MouseJacking الأصلي الذي تم اكتشافه في عام 2016. 

## روابط خارجية
- برنامج لوجيتك الموحد